# Gridlocked
Gridlocked é un film del 2015 diretto da Allan Ungar.

## Trama
David Hendrix, ex capo della SWAT si ritirò dopo essere stato ferito durante una sparatoria, ma è stato incaricato di fare la guardia del corpo all'attore di film d'azione Brody Walker che è stato condannato alla libertà vigilata. Ma, un centro di addestramento dove si trovano Hendrix e Walker viene attaccato da un gruppo di mercenari guidati dal mercenario Korver.